# Batrochoglanis acanthochiroides
Batrochoglanis acanthochiroides är en fiskart som först beskrevs av Güntert 1942.  Batrochoglanis acanthochiroides ingår i släktet Batrochoglanis och familjen Pseudopimelodidae. Inga underarter finns listade.